# 그룸브리지 1830
그룸브리지 1830은 큰곰자리에 있는 항성이다. 이 별의 분광형은 G8 준왜성이며 1830년 스테판 그룸브리지가 성표에 기록하였다.

## 물리적 특징
이 별은 지구에서 29.7광년 떨어져 있는데, 이는 10파섹 거리와 비슷하기 때문에 겉보기 등급이 절대 등급과 비슷하다. 1830은 헤일로 별이기도 한데, 이 별의 중원소 함량은 태양보다 훨씬 적으며 나이도 100억 살 근처로 보인다. 그룸브리지 1830의 질량은 태양의 60퍼센트 수준이며 밝기는 19퍼센트, 반지름은 64퍼센트 수준이다.
그룸브리지 1830을 공전주기 175일의 분광쌍성으로 보기도 했으나 현재의 총의에 따르면 이 별은 단독성일 확률이 크다. 사실 이전에 분광쌍성임을 의심케 한 관측 데이터는 '슈퍼 플레어'의 결과물이었다. 이는 태양 플레어와 비슷한 것이지만 그 위력은 수 억 배 더 강했다.

## 고유 운동
1842년 프레드리히 빌헬름 아르게란더가 그룸브리지 1830의 고유 운동이 크다는 사실을 발견했다. 처음 발견되었을 당시 그룸브리지 1830의 고유운동 수치는 당시 천체들 중 가장 컸으며 백조자리 61을 2위로 밀어냈다. 이후 카프타인의 별이 발견되면서 그룸브리지 1830도 수위를 내주었으며, 바너드 별이 발견되면서 현재 이 별은 세 번째 고유 운동량을 보여주는 별이 되었다. 그러나 그룸브리지 1830은 앞의 두 별보다 훨씬 더 멀리 떨어져 있으며, 따라서 보다 빠르게 우주 공간을 이동하고 있다.
그러나 실제로 우리 은하 중심에 대하여 공전하는 천체는 태양으로, 그룸브리지 1830과 같은 헤일로 별들은 은하의 회전 운동을 따르지 않는다. 따라서 태양에서 바라본 그룸브리지 1830은 실제로는 태양이 움직이는 것임에도 불구하고, 지구 관측자의 눈에는 빠른 속도로 은하 공전 방향과 반대로 움직이는 것처럼 보인다.

## 같이 보기
- 가까운 밝은 별
- 바너드 별